# Jenson Button
Jenson Button (Frome, Somerset, Anglaterra, 1980) és un pilot d'automobilisme anglès i campió del món de Fórmula 1 del 2009 per l'equip anglesa Brawn GP. Jenson va debutar en la categoria reina al Gran Premi d'Austràlia de 2000 amb l'equip Williams-BMW, va aconseguir la seva primera victòria al Gran Premi d'Hongria del 2006 al volant d'un Honda i va finalitzar la seva carrera a la F1 al GP de Mònaco del 2017, per l'equip McLaren on va córrer durant els últims 6 anys. Al llarg de la seva carrera ha aconseguit guanyar 9 grans premis i pujar en 31 ocasions al podi.

## Inicis
Els 8 anys, Button ja participava en competicions de karts, i generalment guanyava les carreres en què participava. El 1991 li van atorgar el British Cadet Kart Championship, després d'haver guanyat les 34 carreres de la temporada. El 1997 es va esdevenir el pilot més jove en guanyar el campionat europeu Super A. El 1998 va deixar els karts i va passar-se a la disciplina dels cotxes i aquell mateix any va guanyar el campionat de Fórmula Ford Britànica, al volant d'un dels cotxes de l'escuderia Raywood Racing. L'any següent va participar en la Fórmula 3 britànica, on va aconseguir dues victòries i el tercer lloc del campionat.

L'any 1999 McLaren li va atorgar el premi Young Driver Award. L'any 2000, Jenson el va passar fent de pilot de proves a la Fórmula 1 per diferents escuderies. Malgrat això, va superar més d'un cop a Jean Alesi, pilot titular de l'equip Prost, als tests a Barcelona. Aquests bons resultats li van cridar l'atenció a Sir Frank Williams, que el va contractar com pilot de proves de Williams.

## Fórmula 1
L'anglès es va guanyar el seient de segon pilot titular de Williams quan va començar a fer millors temps que el pilot titular, en Bruno Junqueira.

### Temporada 2000, Williams

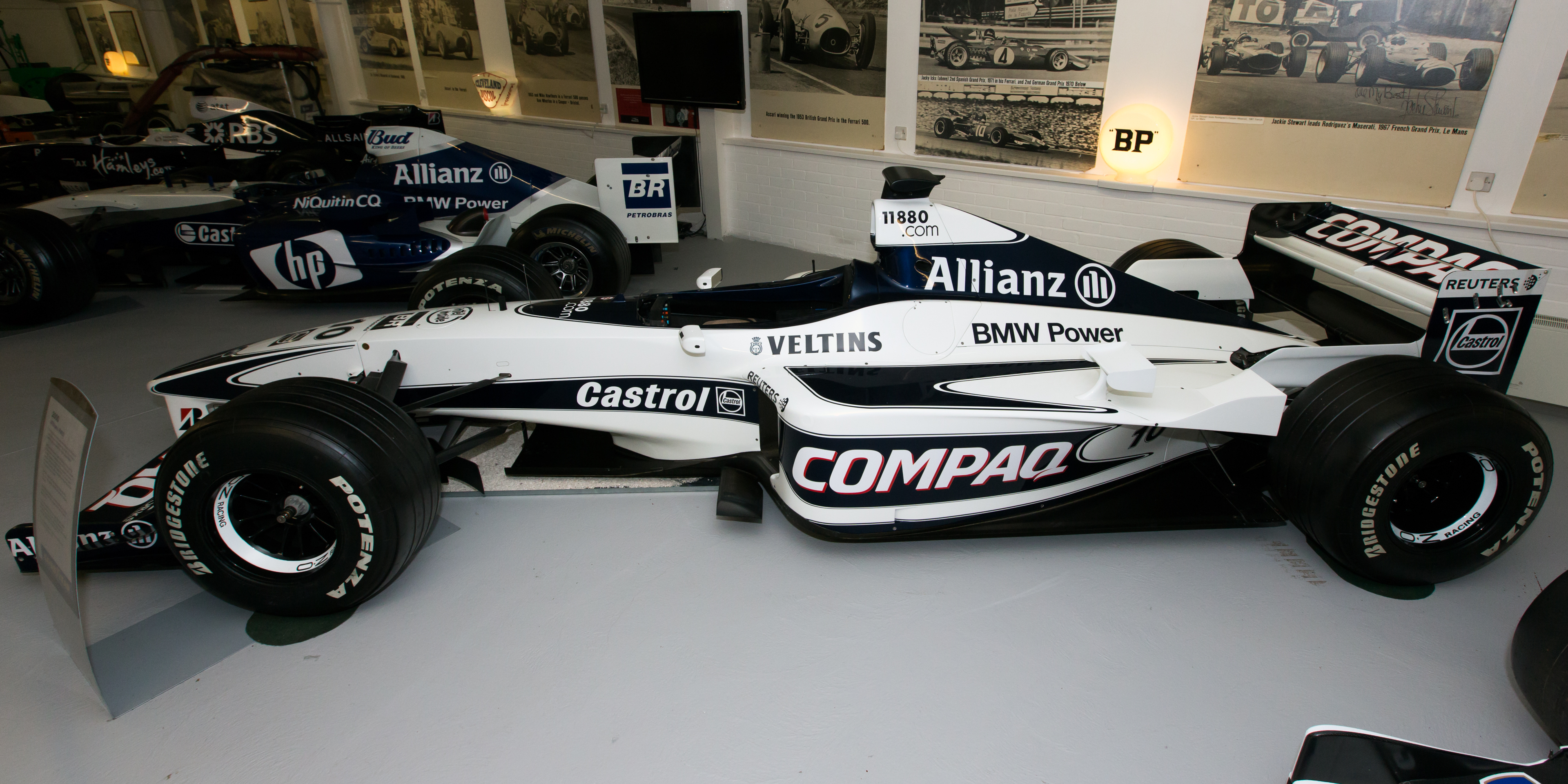
El Williams FW22, cotxe on Jenson va iniciar la seva carrera a F1.

A la fi de l'any 1999, Button va obtenir el premi de proves de McLaren a Silverstone, i també va fer de provador amb l'equip Prost. Hi va haver un lloc vacant a l'equip Williams, després que Alex Zanardi marxés, i el cap de l'equip, Frank Williams va organitzar un campionat entre Button i el pilot de Fórmula 3000, Bruno Junqueira. Button va guanyar el seient, però li van fer saber 15 minuts abans de la presentació del monoplaça.
A la primera cursa, a Austràlia, podria haver aconseguit un punt en el seu debut, però es va retirar a causa d'una avaria de motor. La seva millor classificació de la temporada es va produir en el circuit de Spa-Francorchamps, va qualificar-se 3r i va acabar 5è. Va fer alguns errors durant la temporada, l'únic notable va ser a Monza. Quan hi havia el safety car en pista, va intentar esquivar un grup de cotxes que s'havien aglomerat i això va fer que topés contra les tanques de protecció. Va acabar vuitè al Campionat del 2000 de Pilots i va ser superat pel seu company Ralf Schumacher, que tenia més experiència, i que havia marcat 24 punts, el doble dels 12 que feu Button. Button va acabar la temporada de manera força brillant, sobretot en circuit sec a Hockenheim i a Indianapolis. La velocitat en què es va aprendre la complicada pista de Suzuka va ser impressionant.

### Temporades 2001 i 2002, Benetton/Renault

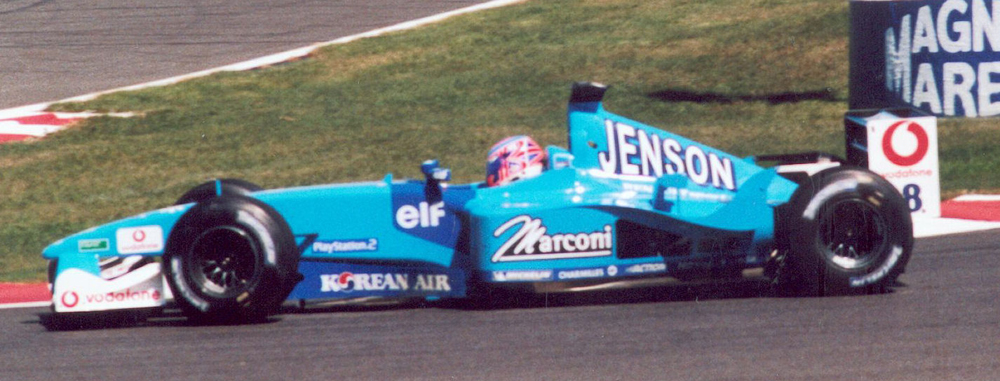
Jenson amb l'Benetton al GP de França (2001).

L'any 2001 Benetton va ser comprada per Renault. Aquell mateix any, Jenson va demostrar que era capaç de treure millors resultats que els de la temporada passada. Malgrat que el seu company Jarno Trulli el superava a les proves classificatòries, l'anglès va demostrar tenir millor ritme de carrera. Va estar molt a prop d'aconseguir el seu primer podi al Gran Premi de Malàisia, però va ser superat a l'última volta per Michael Schumacher, a causa d'un problema en el sistema de suspensió del seu Renault. Al Gran Premi del Brasil va tornar a quedar quart i va acabar la temporada en el setè lloc de la classificació de pilots.
L'any 2001 Button va pilotar per Benetton, tot i que encara tenia un contracte que el vinculava amb Williams. Deixant de banda els bons propòsits del pilot i de l'escuderia a l'inici de la temporada, el cert és que Button només va aconseguir acabar en dissetena posició en la classificació general de pilots. Les causes principals van ser, d'una banda, algunes errades en la conducció i d'una altra, la poca modificació dels vehicles de l'escuderia a temporada. El millor resultat de la temporada fou un cinquè lloc al GP d'Alemanya, l'únic GP on Button puntuà en tot el 2001.

### Temporades 2003, 2004 i 2005, BAR
Després de ser substituït a Renault, a principis de 2003 Button es va unir a l'equip BAR, juntament amb l'excampió del món Jacques Villeneuve. A mesura que avançava la temporada, Button es van imposar en la classificació i també feia millors carreres. El millor resultat de Button de la temporada va ser el quart lloc a Àustria. No obstant això, es va estavellar amb violència durant els entrenaments de dissabte a Mònaco, que li va suposar perdre's tant la carrera com la sessió de proves següent a Monza. Al final de la temporada, però, les coses estaven millorant, i en el GP dels Estats Units, Button va liderar la classificació en una volta per primera vegada. Va acabar novè en el Campionat de Pilots d'aquell any, amb 17 punts.

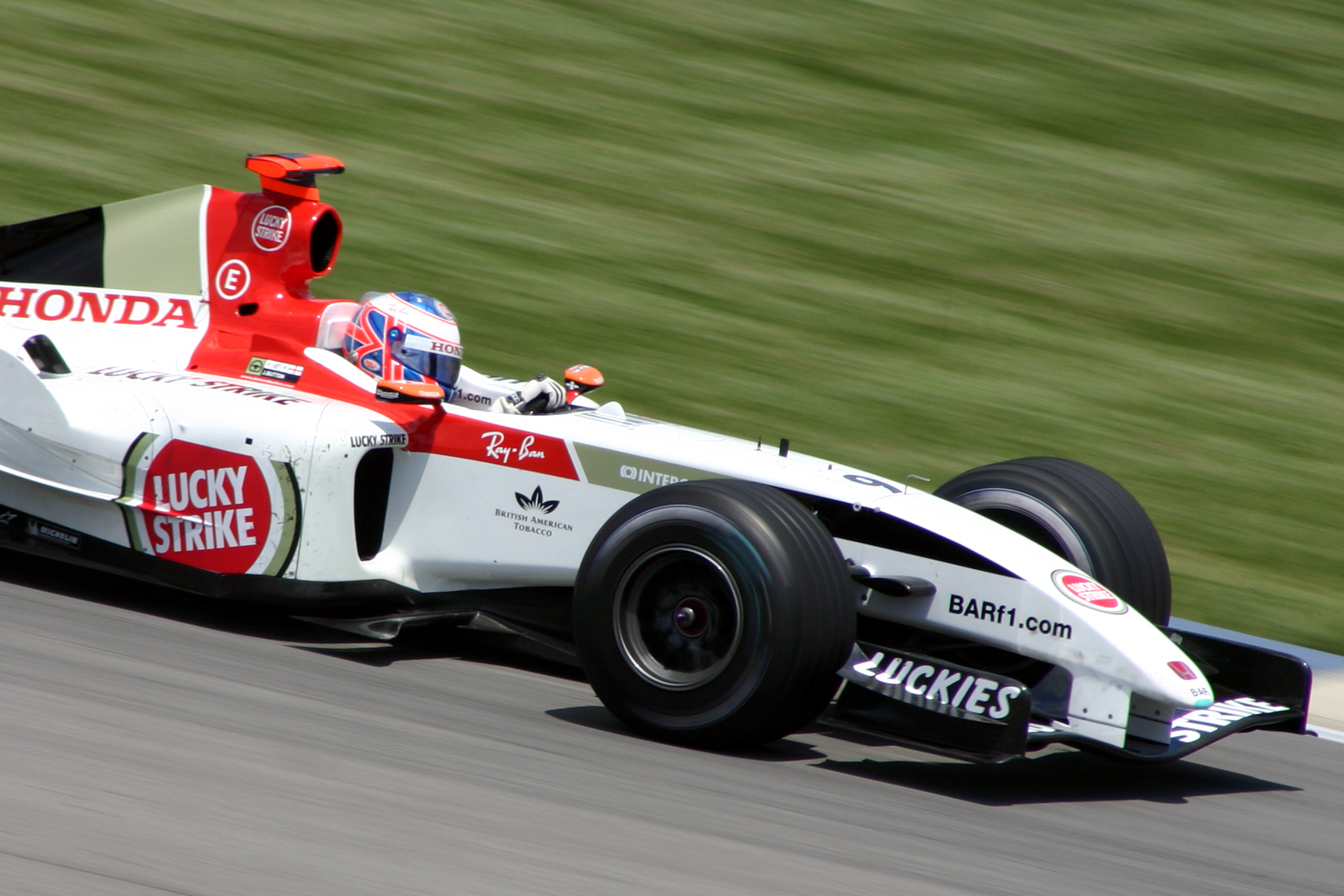
Button al GP dels Estats Units del 2004 amb el seu BAR-Honda-006. Va quedar fora de la cursa després de trencar la caixa de canvis.

El 2004, Button i BAR-Honda, van realitzar progressos significatius: BAR va acabar segon al Campionat de Constructors. Button va aconseguir el seu primer podi amb un tercer lloc al Gran Premi de Malàisia, i va afegir-ne 9 més en tota la temporada. La seva primera pole position va ser l'abril del 2004 al GP de San Marino, en què va acabar segon. Va acabar tercer de la temporada, al darrere dels dos pilots de Ferrari, amb 85 punts.
Malgrat el seu èxit amb BAR, el 5 agost del 2004 Button va revelar que havia signat amb Williams per als pròxims dos anys, fet que va desencadenar una disputa. El cap de BAR, David Richards lluitava per mantenir el seu pilot, tot i que Frank Williams va sostenir que el canvi era totalment legal. La Junta de Reconeixement de Contractes (CRB) de la FIA va celebrar una audiència el 16 d'octubre a Milà, Itàlia, per determinar l'estatus de Button aquell any, concloent que va ser contractat a BAR-Honda per a la temporada 2005.
Un mal començament de la temporada del 2005 va incloure la desqualificació al GP de San Marino. Els controladors van descobrir que el sistema de combustible dels automòbils amagava combustible i permetia que el cotxe acabés per sobre del pes mínim tot i que tenia un sistema que el feia capaç de mantenir un pes més lleuger durant la carrera. La contravenció de les normes va donar lloc a una suspensió de dues curses per a l'equip, cosa que li permeté fer el seu debut com a comentarista de televisió, per ITV Sport a Mònaco. Button feu la segona pole position de la seva carrera a Mont-real. Tot i que no va fer una bona sortida i va xocar a la volta 46, va acabar la cursa en tercer lloc. Tot i haver d'esperar fins a la meitat de la temporada per marcar el seu primer punt per al Campionat Mundial, les coses van millorar considerablement cap al final de l'any. Després d'un quart lloc al Gran Premi de França de 2005, Button es va col·locar segon a la graella al Gran Premi a Silverstone. Per desgràcia, un altre mal començament li va fer perdre la posició i el ritme de cursa per finalment acabar cinquè. Button sempre ha rendit bé al circuit de Hockenheim, i el 2005 no va ser una excepció. Va qualificar el seu BAR-Honda en el segon lloc de la graella de sortida al Gran Premi d'Alemanya, on finalment va fer el seu primer podi de la temporada acabant tercer.
El 2005, Jenson es va trobar de nou amb el tema de la controvèrsia del contracte. El 21 de setembre del 2005 BAR va confirmar que una vegada més Button pilotaria per a ells el 2006 (van comprar el seu contracte de Williams per la suma de 30 m), juntament amb l'expilot de Ferrari Rubens Barrichello.

### Temporades 2006, 2007 i 2008, Honda

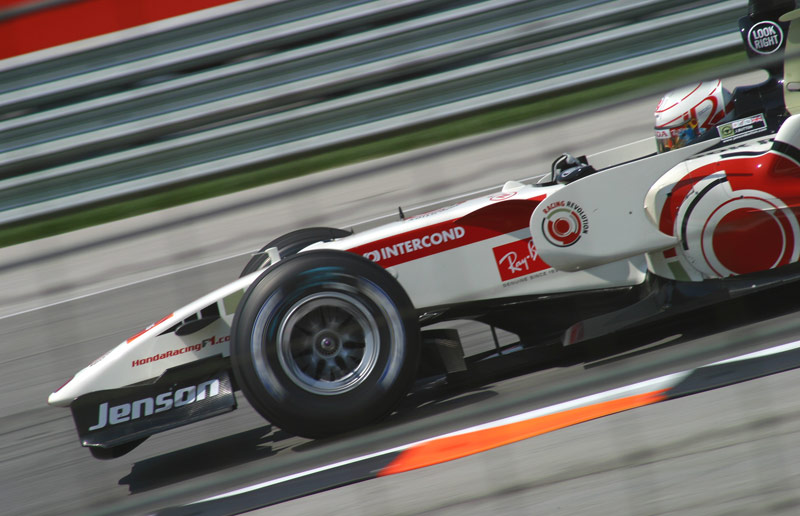
Jenson amb el RA106 (2006).

L'escuderia BAR-Honda va ser adquirida per Honda i va passar a denominar-se Honda Racing F1 Team, en un intent de millorar les prestacions tècniques i financeres de l'equip.
El 2006 va començar amb una gran pretemporada per a Jenson i per a l'equip, cosa que els va fer aspirar al campionat. Però alguns problemes al xassís a mitjans de temporada els va fer perdre opcions al títol, sumant-hi també l'avaria de motor al Gran Premi d'Austràlia a només 100 m de l'arribada, i les complicacions tècniques i estratègiques que el van fer sortir en setena posició, quan havia aconseguit un lloc a primera línia de la graella, al Gran Premi de San Marino.

Però, el 6 d'agost de 2006, Button va aconseguir la seva primera victòria a un gran premi de la F1 al Gran Premi d'Hongria de 2006. Des d'aquesta carrera va anar aconseguint bons resultats i va quedar en sisena posició del Mundial.
L'any 2007 Button va continuar corrent per a l'equip Honda Racing F1 Team amb Rubens Barrichello com a company.

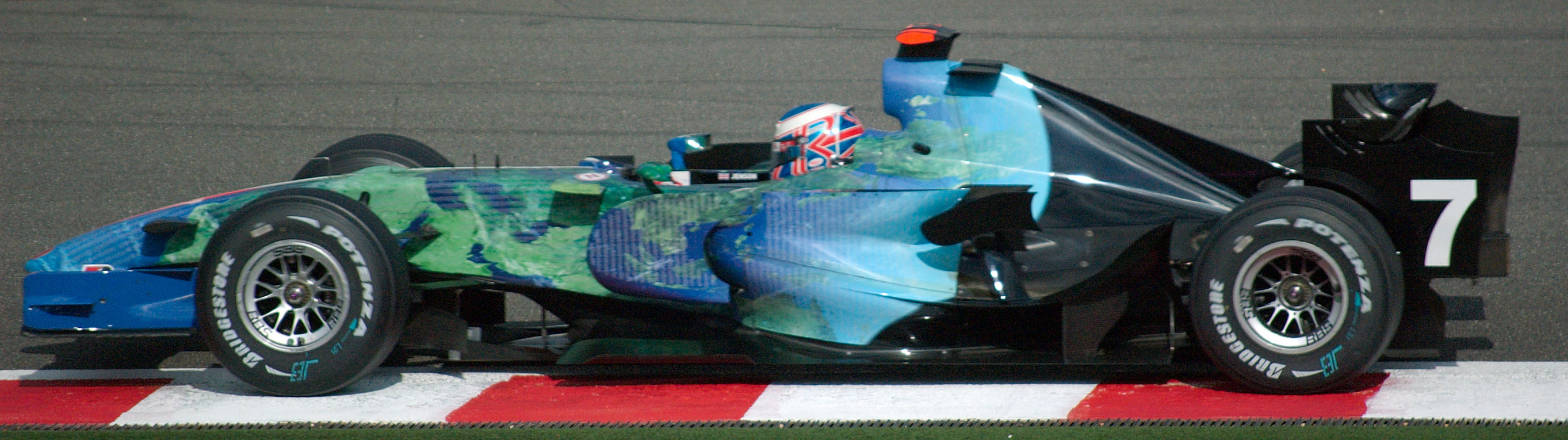
Button al seu Honda Racing F1 durant el GP de Bèlgica de 2007.

Un accident de kart va impedir-li participar en les proves d'hivern, abans de la temporada 2007.
La temporada fou molt dura per a Button, en la qual només va aconseguir sis punts (15è en la classificació general de pilots). Ell mateix va reconèixer, en finalitzar-la, que havia estat un "absolut desastre", tant pel que fa al vehicle (amb una aerodinàmica realment fluixa), com pel que fa al seu propi pilotatge. Tot i així, Button va confirmar en finalitzar la temporada, el que va anunciar a mitjans de la mateixa temporada: que es quedaria un any més a l'equip japonès.
La temporada 2008 va començar amb la notícia que Honda Racing F1 acabava de fitxar a l'enginyer Ross Brawn, un dels artífexs de les èpoques daurades de Benetton i Ferrari. Tot i aquest fitxatge, juntament amb el d'Alex Wurz, com a pilot provador, el cert és que l'inici de la temporada va ser una mica decebedor. Tot i així, Button va fer un meritori sisè lloc en el GP d'Espanya, la qual cosa li va aportar, de cop, 3 punts a favor seu, la meitat del total aconseguit en la temporada anterior. Des del moment en què David Coulthard va anunciar la seva retirada, en el GP de la Gran Bretanya, es va començar a parlar sobre la possibilitat que Button el substituís en el si de Red Bull, a partir de la temporada 2009.

### Temporada 2009, Campió mundial per Brawn GP
El 5 de març del 2009, es va anunciar que l'equip Honda es convertiria en Brawn GP, després d'una compra feta per Ross Brawn, el director anterior equip d'Honda Racing. Button i Rubens Barrichello van ser confirmats com a pilots de l'equip per al 2009.

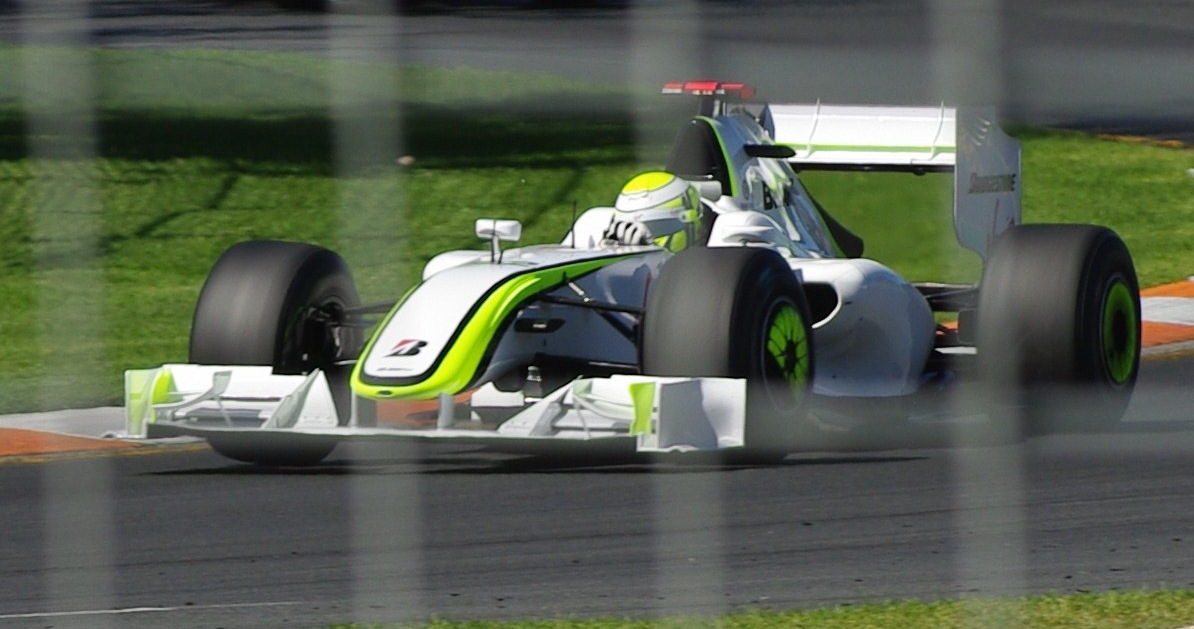
Jenson al GP d'Austràlia, on va guanyar la segona cursa en la F1.

Button va aconseguir la pole position al Gran Premi d'Austràlia, la primera per a l'equip i la quarta del seu palmarès, amb el seu company d'equip de Barrichello en el segon lloc. Button va liderar la cursa de principi a fi i va guanyar-la per davant del seu company d'equip. Era la primera vegada que un equip havia anotat un 1-2 en el seu debut des de 1954.
Una setmana més tard, va obtenir dues poles i dues victòries consecutives, al Gran Premi de Malàisia, on va marcar la volta ràpida per tal d'anar per davant de Jarno Trulli i Nico Rosberg a la primera parada a boxes. La cursa es va aturar a causa de les fortes pluges i, amb menys del 75% de la carrera completa, només es van atorgar la meitat dels punts. En aquesta cursa Button va aconseguir el seu primer hat trick (pole, volta ràpida i victòria).
Al Gran Premi de la Xina, Button va acabar tercer darrere dels Red Bull, Sebastian Vettel i Mark Webber. Button va guanyar la quarta cursa de la temporada, el Gran Premi de Bahrain, des de la quarta posició de la graella, per davant de Vettel i Trulli, que tenia la pole position.

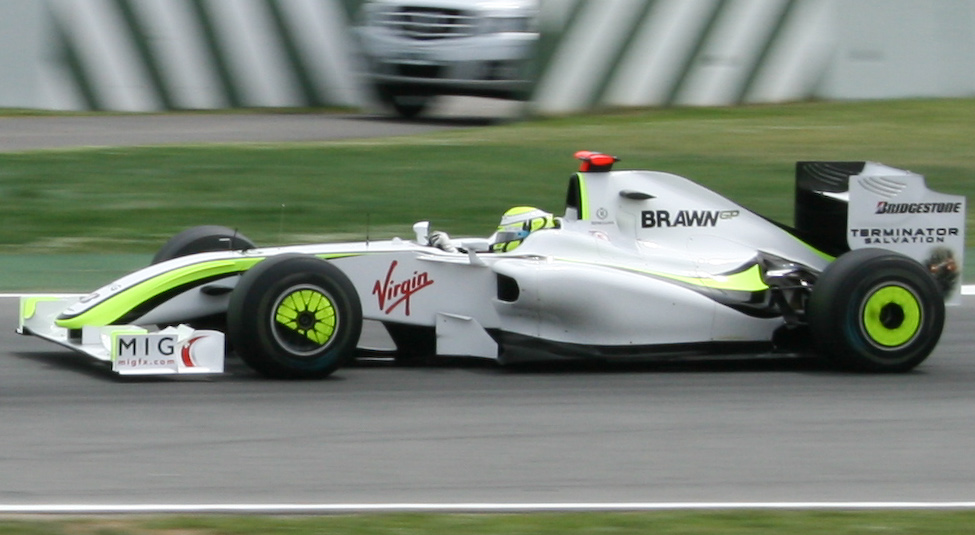
Button al GP d'Espanya.

Després de la primera millora de l'any 2009, a Barcelona, Button va aconseguir la pole de nou després de queixar-se dels problemes d'equilibri per al Gran Premi espanyol. Va guanyar la seva quarta cursa de la temporada, potser a causa que el seu company d'equip es mantingués en una estratègia de tres parades, que el va portar a caure per darrere de Button.
Això va succeir al Gran Premi de Turquia el 2009.
Al Gran Premi de Mònaco, Button va aconseguir la seva quarta pole position de la temporada, i la seva primera al Principat, després d'una última volta, que era també el seu millor crono en la sessió de classificació completa. Ell s'havia queixat de problemes d'equilibri per al cap de setmana, i va marcar la seva millor volta del cap de setmana com el seu temps de la pole. També va ser el cotxe més pesat dels vuit primers, a part de Barrichello, en una situació similar a la d'Austràlia. Va arribar a emportar-se la victòria del seu company d'equip per prendre el seu primer hat trick de victòries, i el plom Brawn 1/2 tercers. Button va fer una bona sortida a la carrera i va construir un avantatge durant la primera fase per la manipulació dels pneumàtics tous millor que Barrichello.
Al Gran Premi de Turquia, Button qualificat en segon lloc darrere de Vettel, però davant del seu company Barrichello. Després de ser una mica competitius durant les sessions d'entrenaments de divendres, va arribar amb vida a la classificació i més encara per a la carrera. Durant la primera volta, Button va prendre la iniciativa després de Vettel va ser ample, permetent que el britànic a través d'. Vettel, en virtut d'una càrrega de combustible la llum després de la seva primera parada, va ser capaç de tancar fins al botó, però al final no va poder avançar. Botó de dues parades funcionar a la perfecció, deixant de Vettel estratègia de tres parades no competitives. Button va guanyar la seva sisena cursa de la temporada, per davant de Webber i Vettel, Barrichello donant Brawn el seu primer abandonament de la temporada, després d'una fallada en el canvi.

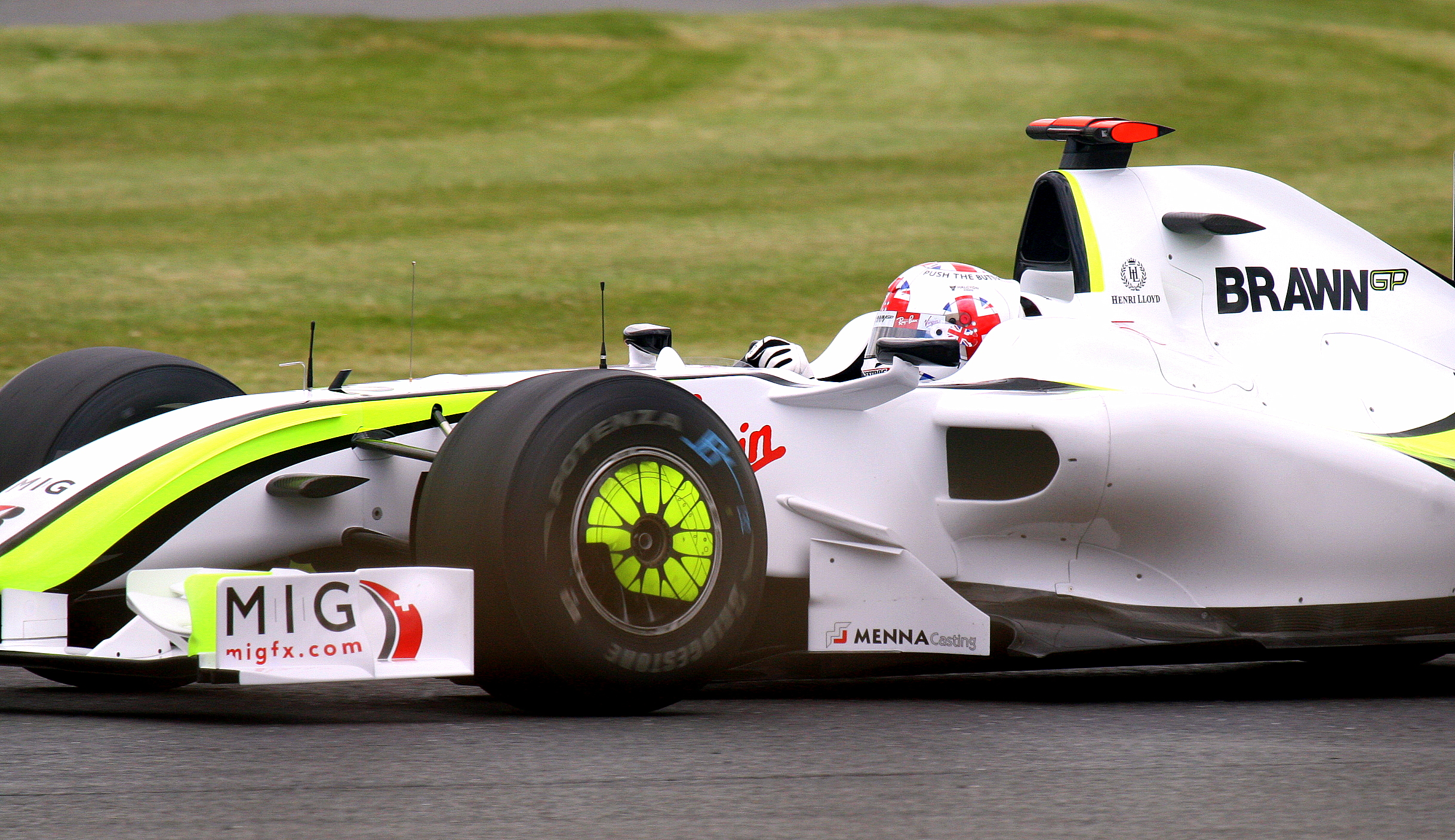
Button al GP de Gran Bretanya.

Al Gran Premi de Gran Bretanya, Button no va donar als aficionats a casa la victòria que podrien haver esperat, amb un cap de setmana trist. Va ser superat pel seu company d'equip, a partir de sisè, però en última instància, deixant al bosquet de sessions.
 Va terminar sisè, i va anar guanyant terreny a la desacceleració de Felipe Massa i Nico Rosberg en les fases finals. Se les va arreglar per tancar la bretxa a menys de dues dècimes, amb només cinc segons entre ell i el tercer classificat, el seu company d'equip Rubens Barrichello.
Button va acabar cinquè al Gran Premi d'Alemanya, guanyada per Mark Webber, que va reduir el seu avantatge a 21 punts per davant de Sebastian Vettel.
Brawn preveu un bon resultat per al Gran Premi d'Hongria, ja que el cotxe Brawn havia estat molt actualitzat i és en general millor en condicions de calor. No obstant això, en la segona part de la qualificació, Barrichello va experimentar una fallada en la suspensió (que provoca un enorme accident de Felipe Massa), deixant l'equip a passar la major part del Q3 al control del cotxe de Button. Només tenia temps per una volta de qualificació, s'estén la temporada, va ser el pitjor en la graella de 8, després d'acabar setè en la cursa.
Després de la reunió del Consell Mundial, que va confirmar el pla de reducció de costos per a l'any 2010, Button va ser un dels primers a oferir el suport de la reducció de costos per a la temporada 2010.
Button va patir en la classificació del Gran Premi de Bèlgica, sense arribar a la tercera ronda (Q3). A la primera volta de la carrera, va xocar amb Button Grosjean, enviant-lo en un gir. En el caos, Hamilton i Alguersuari estaven tractant d'evitar l'incident, però que s'ensopegaren entre ells. Grosjean després feu clic al botó de nou. Els quatre cotxes es van retirar de l'acte, Button va ser primer en abandonar la temporada, i es va escurçar el seu avantatge en el campionat a 16 punts, amb Barrichello setè.
Button va fer una recuperació a Monza, es va classificar sisè, per darrere de Barrichello, abans d'acabar en segon lloc, per darrere del seu company d'equip, donant a Brawn altre doblet.
A Singapur, Button es va qualificat 12, però va ser ascendit a l'11 a la graella, quan Nick Heidfeld va ser enviat a la part posterior pel funcionament d'un cotxe de baix pes en la qualificació. Barrichello va començar la carrera en el novè lloc, després d'haver patit una penalització de cinc llocs. Button optat per rodar amb el cotxe molt carregat de combustible, i va passar gran part de la carrer darrere del seu company d'equip i Heikki Kovalainen, abans d'una sèrie de voltes molt ràpides abans de la seva segona parada li va permetre saltar dos cotxes. En entrar a la seva etapa final, Button inicialment semblava tenir el ritme per lluitar amb Vettel per la quarta plaça, però els frens molt gastats el va fer retrocedir i protegir la seva cinquena posició. El sisè lloc de Barrichello significava que Button ha estat capaç d'estendre el seu lideratge en el campionat a 15 punts, amb tres carreres.

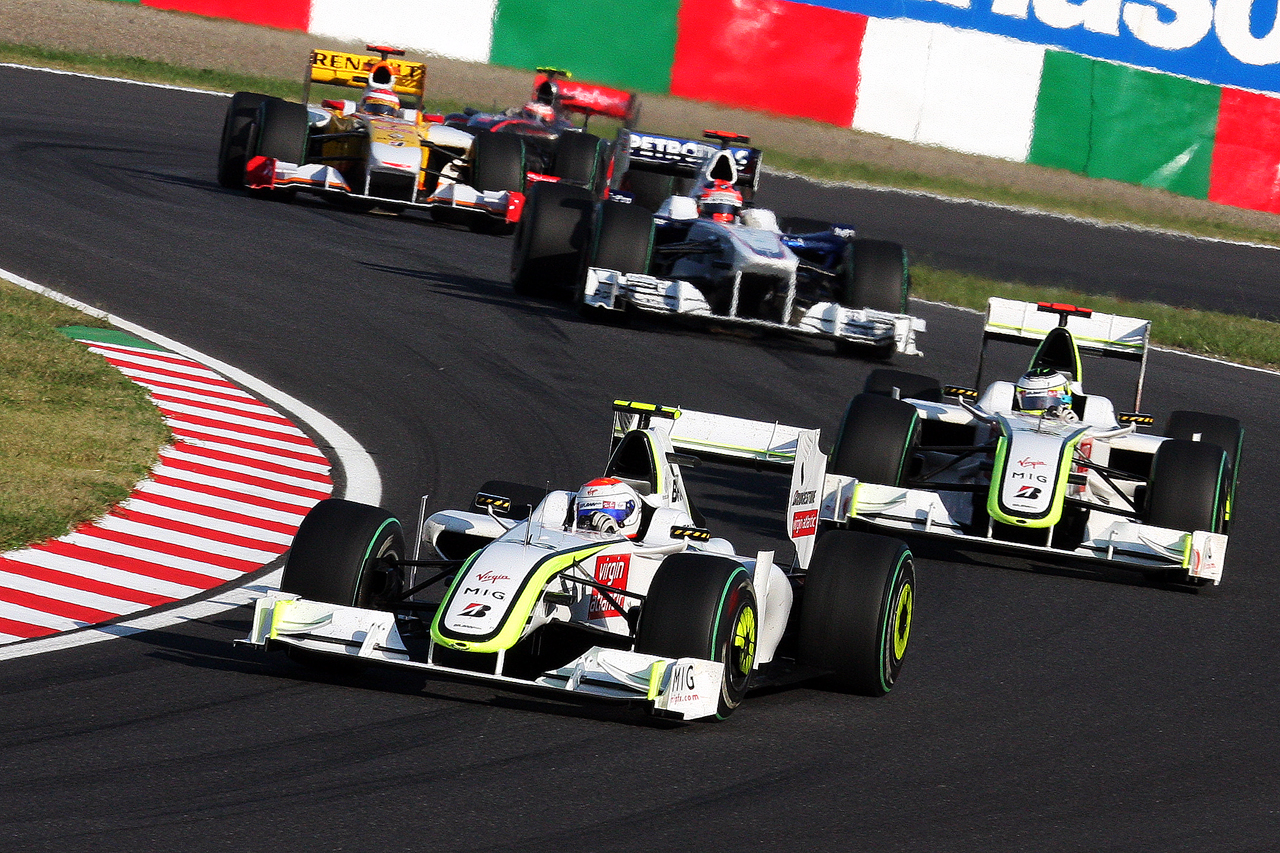
Jenson (esquena) competint per la posició amb Barrichello (davant) al Gran Premi del Japó.

Una setmana més tard, al Japó, va qualificar de sessions, però, juntament amb el seu company d'equip va ser endarrerit cinc posicions, per no anar més lent a causa d'una bandera groga, va començar la cursa des de la 10a posició, després d'acabar en el vuitè, un lloc per darrere del seu company d'equip.
Al Gran Premi del Brasil, Button es va veure obstaculitzat en la qualificació per una mala elecció de pneumàtics en la pluja i només va poder arribar a la catorzena posició. La seva campanya va ser impulsada pel campionat Vettel qualificació XVI, però el seu company Barrichello i el més proper rival, classificat a la pole. A la carrera, Button va fer cinc posicions a la primera volta, ajudat per un incident en la primera volta, i va anar fins a la setena posició en la volta set. Va córrer i va arribar tan alt com el segon lloc per la marca de la meitat del camí, però al final va acabar en cinquè lloc, tenint suficients punts per assegurar el Campionat Mundial del 2009 amb una ronda de sobres.
A la darrera cursa de la temporada, a Abu Dhabi, Button es va classificar cinquè, darrere del seu company d'equip, una vegada més, però durant la carrera, ajudat per la retirada de Lewis Hamilton, Button va ser capaç d'aconseguir un podi en tercer lloc.
Comença amb 169, Button va fer el segon major nombre d'inicis de la carrera abans de convertir-se en Campió del Món. Només Nigel Mansell (amb 176 s'inicia, al Gran Premi d'Hongria del 1992) havia participat en més carreres que el Button abans de guanyar el Campionat del Món.
Botó va escriure un llibre sobre la seva temporada 2009, titulat "L'any del Campionat", que va ser publicat per Weidenfeld & Nicolson, el 19 de novembre de 2009.
El 30 de novembre del 2009, Button va ser anunciat com un dels deu homes i dones elegits per al 2009 BBC Sports Personality of the Year Award. En la cerimònia del premi el 13 de desembre de 2009, Button va obtenir el segon lloc. El diumenge 6 de desembre, Jenson Button va guanyar Esports l'oest del país de la BBC "Personalitat de l'Any a la Universitat de Bath. Va guanyar el premi principal en contra de l'esportista, entrenador de cavalls de carreres Paul Nichols, jugador de criquet Marcus Trescothick i el golfista Chris Wood.
Button va ser nomenat membre de l'Ordre de l'Imperi Britànic (MBE) en els Honors d'Any Nou 2010 pels seus serveis als esports de motor.

### Temporada 2010, McLaren
Després de la compra de la línia de Brawn per Mercedes, Button va anunciar, el 18 de novembre del 2009, que deixava l'equip per passar al campionat, guanyant diversos equips McLaren per a la temporada 2010. Es va signar un acord de tres anys per un suposat de 6 milions de lliures per temporada per conduir juntament amb l'excampió del món Lewis Hamilton. Button va dir a la BBC que es va traslladar a McLaren perquè estava buscant un nou repte, va insistir que a Brawn oferien més diners, però que volia que la motivació i el repte de competir cap a peus amb Hamilton.

## Tots els resultats a la Fórmula 1
- (Codi de colors) Les curses en negreta indiquen pole position; les curses en cursiva, volta ràpida:

| Any  | Escuderia          | 1       | 2       | 3       | 4       | 5       | 6       | 7       | 8       | 9       | 10      | 11      | 12      | 13      | 14      | 15      | 16      | 17      | 18      | 19    | 20    | Class. | Punts |
| ---- | ------------------ | ------- | ------- | ------- | ------- | ------- | ------- | ------- | ------- | ------- | ------- | ------- | ------- | ------- | ------- | ------- | ------- | ------- | ------- | ----- | ----- | ------ | ----- |
| 2000 | · Williams BMW     | AUS Ret | BRA 6   | SMR Ret | GBR 5   | ESP 17  | EUR 10  | MON Ret | CAN 11  | FRA 8   | AUT 5   | GER 4   | HUN 9   | BEL 5   | ITA Ret | USA Ret | JPN 5   | MAL Ret |         |       |       | 8è     | 12    |
| 2001 | · Benetton Renault | AUS Ret | MAL 11  | BRA 10  | SMR 12  | ESP 15  | AUT Ret | MON 7   | CAN Ret | EUR 13  | FRA 16  | GBR 15  | GER 5   | HUN Ret | BEL Ret | ITA Ret | USA 9   | JPN 7   |         |       |       | 17è    | 2     |
| 2002 | · Renault          | AUS Ret | MAL 4   | BRA 4   | SMR 5   | ESP 12  | AUT 7   | MON Ret | CAN 15  | EUR 5   | GBR 12  | FRA 6   | GER Ret | HUN Ret | BEL Ret | ITA 5   | USA 8   | JPN 6   |         |       |       | 7è     | 14    |
| 2003 | · BAR Honda        | AUS 10  | MAL 7   | BRA Ret | SMR 8   | ESP 9   | AUT 4   | MON NVS | CAN Ret | EUR 7   | FRA Ret | GBR 8   | GER 8   | HUN 10  | ITA Ret | USA Ret | JPN 4   |         |         |       |       | 9è     | 17    |
| 2004 | · BAR Honda        | AUS 6   | MAL 3   | BHR 3   | SMR 2   | ESP 8   | MON 2   | EUR 3   | CAN 3   | USA Ret | FRA 5   | GBR 4   | GER 2   | HUN 5   | BEL Ret | ITA 3   | CHN 2   | JPN 3   | BRA Ret |       |       | 3r     | 85    |
| 2005 | · BAR Honda        | AUS 11  | MAL Ret | BHR Ret | SMR DSQ | ESP EX  | MON EX  | EUR 10  | CAN Ret | USA NVS | FRA 4   | GBR 5   | GER 3   | HUN 5   | TUR 5   | ITA 8   | BEL 3   | BRA 7   | JPN 5   | CHN 8 |       | 9è     | 37    |
| 2006 | · Honda            | BHR 4   | MAL 3   | AUS 10  | SMR 7   | EUR Ret | ESP 6   | MON 11  | GBR Ret | CAN 9   | USA Ret | FRA Ret | GER 4   | HUN 1   | TUR 4   | ITA 5   | CHN 4   | JPN 4   | BRA 3   |       |       | 6è     | 56    |
| 2007 | · Honda            | AUS 15  | MAL 12  | BHR Ret | ESP 12  | MON 11  | CAN Ret | USA 12  | FRA 8   | GBR 10  | EUR Ret | HUN Ret | TUR 13  | ITA 8   | BEL Ret | JPN 11  | CHN 5   | BRA Ret |         |       |       | 15è    | 6     |
| 2008 | · Honda            | AUS Ret | MAL 10  | BHR Ret | ESP 6   | TUR 11  | MON 11  | CAN 11  | FRA Ret | GBR Ret | GER 17  | HUN 12  | EUR 13  | BEL 15  | ITA 15  | SNG 9   | JPN 14  | CHN 16  | BRA 13  |       |       | 18è    | 3     |
| 2009 | · Brawn GP         | AUS 1   | MAL 1   | CHN 3   | BHR 1   | ESP 1   | MON 1   | TUR 1   | GBR 6   | GER 5   | HUN 7   | EUR 7   | BEL Ret | ITA 2   | SNG 5   | JPN 8   | BRA 5   | ABU 3   |         |       |       | 1r     | 95    |
| 2010 | · McLaren Mercedes | BHR 7   | AUS 1   | MAL 8   | CHN 1   | ESP 5   | MON Ret | TUR 2   | CAN 2   | EUR 3   | GBR 4   | GER 5   | HUN 8   | BEL Ret | ITA 2   | SIN 4   | JPN 4   | KOR 12  | BRA 5   | ABU 3 |       | 5è     | 214   |
| 2011 | · McLaren Mercedes | AUS 6   | MAL 2   | CHN 4   | TUR 6   | ESP 3   | MON 3   | CAN 1   | EUR 6   | GBR Ret | GER Ret | HUN 1   | BEL 3   | ITA 2   | SIN 2   | JPN 1   | RCO 4   | IND 2   | ABU 3   | BRA 3 |       | 2º     | 270   |
| 2012 | · McLaren Mercedes | AUS 1   | MYS 14  | CHN 2   | BAH 18  | ESP 9   | MON 16  | CAN 16  | EUR 8   | GBR 10  | GER 2   | HUN 6   | BEL 1   | ITA Ret | SIN 2   | JPN 4   | RCO Ret | IND 5   | ABU 4   | USA 5 | BRA 1 | 5º     | 188   |
| 2013 | · McLaren Mercedes | AUS 9   | MAL 17  | CHN 5   | BAH 10  | ESP 8   | MON 6   | CAN 12  | GBR 13  | GER 6   | HUN 7   | BEL 6   | ITA 10  | SIN 7   | RCO 8   | JPN 9   | IND 14  | ABU 12  | USA 10  | BRA 4 |       | 9º     | 73    |
| 2014 | · McLaren Mercedes | AUS 3   | MAL     | BAH     | CHN     | ESP     | MON     | CAN     | AUT     | GBR     | ALE     | HUN     | BEL     | ITA     | SIN     | JPN     | RUS     | USA     | BRA     | ABU   |       | 3°     | 15    |